# Cei fab Cynyr

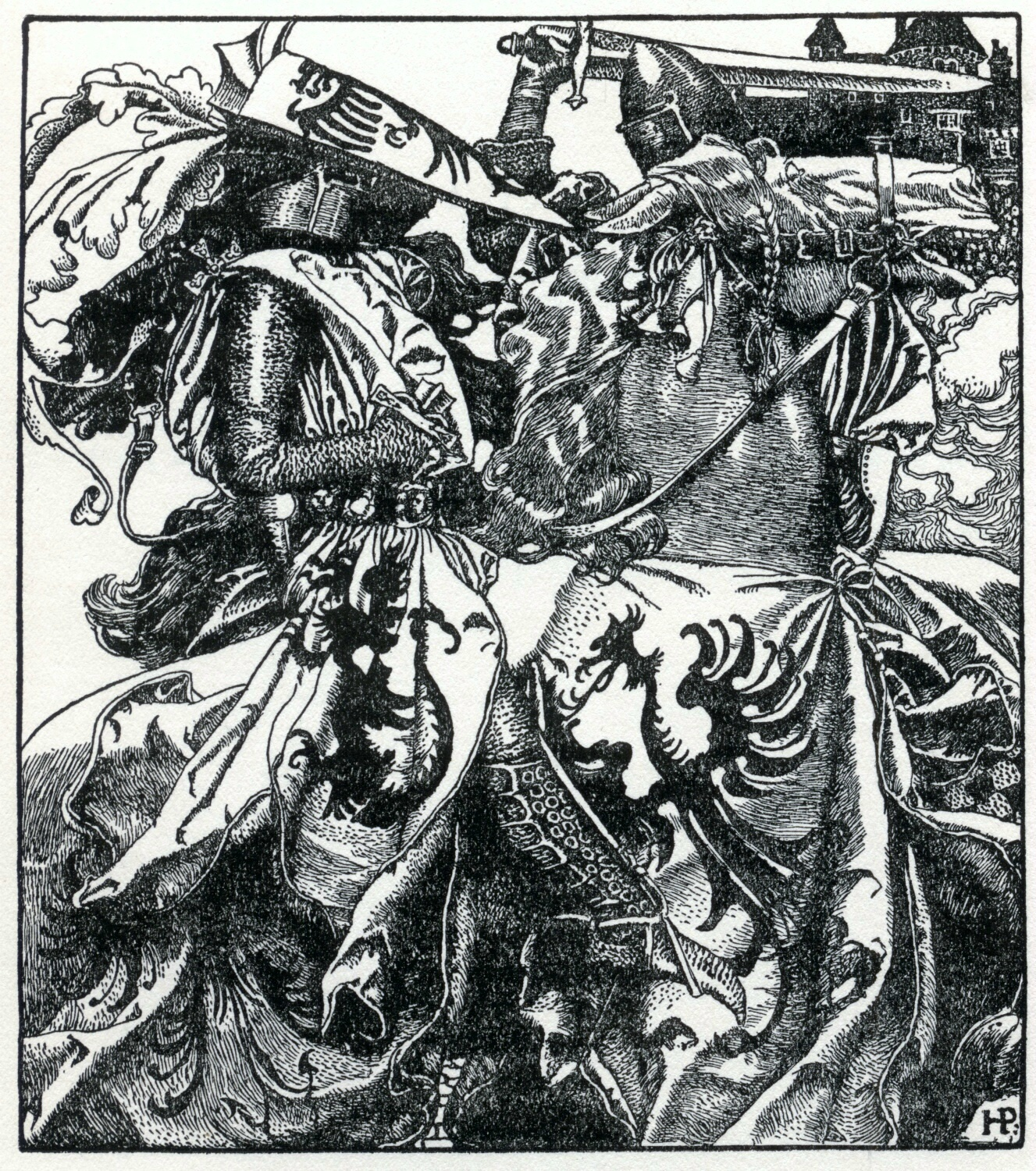
Sir Kay beim Turnier (Illustration von Howard Pyle)

Cei fab Cynyr [kei vaːb 'kənir], auch Keie oder Kay, ist eine Sagenfigur der walisischen und britannischen Keltischen Mythologie.

## Arthursage
In einigen traditionellen walisischen Erzählungen der Arthursage ist Cei der bedeutendste unter den Gefährten von König Arthur. Seine Beinamen sind gwyn („der Schöne“) und hir („der Lange“). Er ist der Ziehbruder Arthurs, der seinen Eltern von Uther Pendragon, Arthurs leiblichem Vater, übergeben worden war. Ceis Mutter stillt deshalb Arthur, Cei selbst wird von einer Amme gestillt.
Er kämpft an der Seite des Königs und zusammen mit seinem unzertrennlichen Partner Bedwyr fab Bedrawg und auch mit Gwrhyr Gwalstawd Ieithoedd in der Sage Mal y kavas Kulhwch Olwen („Wie Kulhwch Olwen errungen hat“), um die Aufgaben zu erfüllen, die der Riese Ysbaddaden Arthurs Schützling Kulhwch gestellt hat. Er hat eine ganze Reihe wunderbarer Eigenschaften, die ihm hier zugeschrieben werden: Neun Tage und Nächte kann er unter Wasser bleiben oder ohne Schlaf auskommen, kein Arzt vermag die Wunden zu heilen, die er mit seinem Schwert schlägt, er kann groß wie ein Baum werden, strahlt eine gewaltige Hitze aus, nur Herz und Hände bleiben kalt, er macht Gegenstände, die er in den Händen hält, unsichtbar und ist gefeit gegen jede Hitze oder Kälte. Diese Eigenschaften werden im Walisischen cyneddf („Gabe“) genannt. All dies hat er nach dessen Aussage von seinem Vater Cynyr (Kynyr mit dem schönen Bart) geerbt, wie in Kulhwch ac Olwen berichtet wird.
Ceis spätere Zurückhaltung Arthur gegenüber wird bereits in dieser Sage begründet, denn ein englyn (bestimmte Gedichtsform) Arthurs beleidigt ihn, obwohl dies aus heutiger Sicht ein eher harmloser Dreizeiler ist.
Eine Koppelleine machte Kei,
Aus dem Bart von Dillus vab Ereu:
Lebt' er noch, Kei wär's nicht zum Gedeih!
Die verdiente Zurechtweisung Keis durch den König gleich zu Beginn der Erzählung, als er sich weigert, Kulhwch in die Halle hereinzulassen, wirft ein schiefes Licht auf den Ritter. In den späteren Artus-Romanen wird er immer mehr als Stänkerer und Außenseiter beschrieben, wenn er auch seine Position bei Hof beibehält. Dies ist auf eine Szene aus der Jugendzeit von Arthur zu verstehen, erzählt im Fragment Von Arthurs Geburt und wie er König ward, wo Arthurs Ziehvater Kynyr ihn auf seine Schuldigkeit dem Ziehbruder Kei gegenüber hinweist.
So verlange ich von dir, sprach Kynyr, dass du Kei, meinen Sohn, zum Seneschall über dein ganzes Reich machst, und er diese Stellung nicht einbüße, was immer seine Rede sei, und welche Tat auch immer er tue, denn, wenn er niederen Sinnes ist, so liegt die Schuld nicht bei ihm, sondern bei dir, denn du wurdest gesäugt mit der Milch von den Brüsten seiner Mutter, er aber mit der Milch eines fremdländischen, niederen Weibes – um deinetwillen.
In Pa ŵr yw’r porthor? („Wer ist der Torwächter?“) erzählt König Arthur dem Torwächter Glewlwyd Gafaelfawr, Cei trinke aus dem Horn für vier Männer und töte in der Schlacht für hundert. In Peredur fab Efrawg („Peredur, der Sohn Efrawgs“) verspottet er den Titelhelden, muss aber später erleben, dass dieser ein geachteter Ritter der Tafelrunde wird. 
Bei meiner Treu, sagte Kei, gar schlecht bist du mit Pferd und Waffen versehen.
In Breuddwyd Rhonabwy („Rhonabwys Traum“) ist er Hofmeister im Zeltlager von Arthur.
In der Historia Regum Britanniae des Geoffrey von Monmouth spielt er ebenfalls eine wichtige Rolle.

## Rezeption
Bei Chrétien de Troyes tritt er allerdings bereits zugunsten anderer Figuren des Artushofes  in den Hintergrund. Hier ist Keie ein Ritter der Tafelrunde und der Truchsess des Königs. Der stets als vorlaut und beleidigend charakterisierte Ritter ist beispielsweise in den Lancelot-Romanen gerade dadurch oft der Auslöser der Handlung. Erst seine Fürsprache, Königin Guinevere als Pfand einzusetzen, lässt Artus dies auch tun. Als Keie dann gegen Meleagant verliert, müssen Gawain und Lancelot dem Frevler nachsetzen, um die Ehre der Königin zu retten.